# 比格河
51°10′9.4″N 7°57′49.1″E / 51.169278°N 7.963639°E

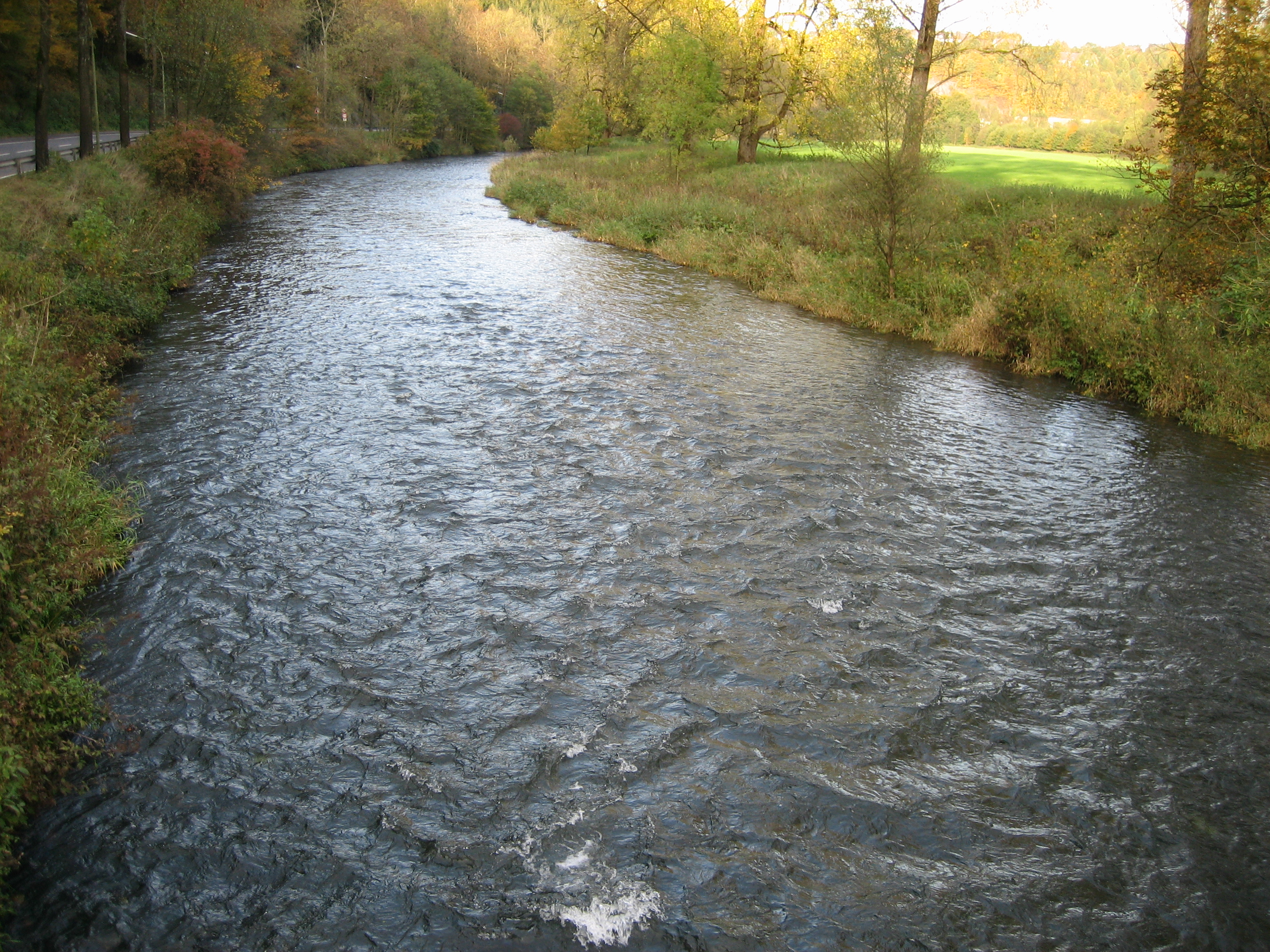
比格河

比格河（德語：Bigge），是德國的河流，位於該國西部，處於北萊茵-威斯特法倫州和萊茵蘭-普法爾茨州，屬於萊內河的左支流，河道全長44.5公里，流域面積369平方公里。